# Прапор Любашівського району
Пра́пор Любаші́вського райо́ну — офіційний символ колишнього Любашівського району Одеської області, затверджений 5 вересня 2011 року рішенням № 140-VI сесії Любашівської районної ради.

## Опис
Прапор являє собою прямокутне полотнище із вертикальним кріпленням, співвідношення висоти до ширини 2:3. На зеленому полотнищі посередині розміщена синя вертикальна смуга, зі співвідношенням 1:5 до ширини. З обох боків вона обрамлена тонкою жовтою. На смузі знаходиться жовтий стилізований пшеничний колос, який супроводжується зверху жовтим соняшником із чорним насінням.

## Символіка
Згідно з рішенням районної ради:
- Соняшник — це символ сонця, а пшениця означає сільськогосподарський профіль району та характеризує щедрі землі степового регіону.
- Золото позначає багатство, силу, надійність та вірність.
- Синій колір — велич, красу і ясність.
- Чорний — це хоробрість, мужність й безстрашність.
- Зелений символізує надію, достаток та волю.